# Алера (Корез)
Алера (фр. Alleyrat) насеље је и општина у централној Француској у региону Лимузен, у департману Корез која припада префектури Исел.
По подацима из 2011. године у општини је живело 102 становника, а густина насељености је износила 6,91 становника/km². Општина се простире на површини од 14,76 km². Налази се на средњој надморској висини од 750 метара (максималној 844 m, а минималној 654 m).

## Демографија
| 1962. | 1968. | 1975. | 1982. | 1990. | 1999. | 2011. |
| ----- | ----- | ----- | ----- | ----- | ----- | ----- |
| 103   | 130   | 102   | 83    | 96    | 99    | 102   |

График промене броја становника у току последњих година